# Притча
Притчата е кратък иносказателен нравоучителен разказ.
Съдържа нравствено поучение (премъдрост). По съдържание притчата е близка до баснята. В по-широк смисъл притча е всяка история със сходни характеристики.
Притчите се използват в религията. В християнството и будизма съответно Иисус Христос и Буда се обръщат към народа с притчи. Евангелията привеждат притчите на Исус с малки разлики в броя и формата.
Успешно са използвани като народна психотерапия във всички култури. Според Ст. Димитрова те имат психотерапевтични функции: на модел, огледало, промяна на перспективата, посредник, контра-концепция, проекционен ефект и междукултурна роля